# Saint-Antoine, Gers
Saint-Antoine là một xã của tỉnh Gers, thuộc vùng Occitanie, tây nam nước Pháp.